# Galearis wardii
Galearis wardii är en orkidéart som först beskrevs av William Wright Smith, och fick sitt nu gällande namn av Peter Francis Hunt. Galearis wardii ingår i släktet Galearis och familjen orkidéer. Inga underarter finns listade i Catalogue of Life.